# Michał Stefan Dalecki
Michał Stefan Dalecki (ur. 1937 w Warszawie, zm. w lipcu 2017 w Łodzi) – polski poeta, nauczyciel, prezes łódzkiego Klubu Literackiego Nauczycieli.

## Życiorys
Przez wiele lat pracował jako nauczyciel, był wykładowcą Uniwersytetu Łódzkiego. Organizator Klubu Literackiego Nauczycieli w Łodzi i jego prezes od chwili założenia (1966 rok).
Jako poeta zadebiutował w 1957 roku w jednodniówce studenckiej. Pisał wiersze, fraszki, opowiadania, recenzje, artykuły publicystyczne, zamieszczane w prasie codziennej i periodycznej oraz licznych almanachach.
W 1986 roku opublikował zbiór wierszy Rzeczy nasze pospolite, a w 1984 roku wiersze dla dzieci Wesołe nutki.
Współtworzył między innymi z Andrzejem Bartczakiem, Andrzejem Nowickim, Marcinem Posiłą.
Został pochowany 17 lipca 2017 na łódzkim cmentarzu Zarzew.

## Publikacje
- O Łodzi śpiewajmy, 1978
- Kurnik, 1984
- Pejzaże metaboliczne, 1986
- Rzeczy nasze pospolite, 1986
- Magister, 1987
- Który przed nami na tej scenie, 1990
- Sezon na rezon, 1991
- Świadek przechodni, 1993
- Obecność z przywołaniem, 1994
- Kolekcja czułości, 1995
- Wiatyk, 1998
- Nimfantki, 1999
- Morwa, 2001

### Publikacje w edycjach zbiorowych
- Almanach literacki nauczycieli, Etos pracy, 1982
- Almanach poetycki, 1983
- Wiersze o świętym ze Zduńskiej Woli, 1985
- Na karuzeli, 1986
- Z kobietą nie ma żartu, 2000